# ゴメリ県
ゴメリ県（ロシア語: Гомельская губерния）はロシア・ソビエト連邦社会主義共和国の県（グベールニヤ）である。同県は1919年に、モギリョフ県の9郡、ミンスク県の1郡、チェルニゴフ県の4郡を併せて形成され、最終的には1926年に解体される。
発足時は下記の表にある14郡体制であったが、1920年にオルシャ郡がヴィテプスク県に、1922年にはゴルキ郡がスモレンスク県に移管された。またスラジ郡は1921年にクリンツィ郡に改称し、ムグリン郡とチェリコフ郡は1992年にポチェプ郡と合併した。このポチェフ郡は翌年ブリャンスク県に移管されている。
最終的には1926年にゴメリ県は解体されるが、クリンツィ郡、ノヴォズィブコフ郡、スタロドゥーブ郡の3郡は、ロシア・ソビエト連邦社会主義共和国に属するブリャンスク県に移管され、その他の郡は白ロシア・ソビエト社会主義共和国の管轄となった。
なお、ゴメリ県廃止の際に、メドヴェジエ・サニコヴォの2村は白ロシアの領域に含まれていたが、ロシア側への帰属を希望し受理された。現在もベラルーシ共和国内に残るロシア共和国の飛び地となっている。
| 郡 | 行政中心地       | 県形成以前     |
| --- | ---------------- | -------------- |
| ブィホフ郡 | ブィハウ         | モギリョフ県   |
| ゴメリ郡 | ホメリ           | モギリョフ県   |
| ゴルキ郡 | ホルキ           | モギリョフ県   |
| クリモヴィチ郡 | クリマヴィチ     | モギリョフ県   |
| モギリョフ郡 | マヒリョウ       | モギリョフ県   |
| オルシャ郡 | ヴォルシャ       | モギリョフ県   |
| ロガチョフ郡 | ラハチョウ       | モギリョフ県   |
| チャウスィ郡 | チャヴスィ       | モギリョフ県   |
| チェリコフ郡 | チェルィカウ     | モギリョフ県   |
| レチツァ郡 | レチツァ         | ミンスク県     |
| ムグリン郡 | ムグリン         | チェルニゴフ県 |
| ノヴォズィブコフ郡 | ノヴォズィプコフ | チェルニゴフ県 |
| スタロドゥーブ郡 | スタロドゥーブ   | チェルニゴフ県 |
| スラジ郡 | スラジ           | チェルニゴフ県 |
| [註] ・行政中心地の背景色は、その自治体が現在所属する国を示す（黄：ベラルーシ、赤：ロシア） ・県名・郡名はロシア語に基づく。また、黄：ベラルーシ語、赤：ロシア語に基づく。 |                  |                |